# Соляна флотація
Соляна флотація (рос. флотация соляная, англ. salt floatation, нім. Salzflotation f) – спосіб флотаційного збагачення корисних копалин (вугілля, сірки та ін.) у концентрованих розчинах неорганічних солей. В практиці збагачення корисних копалин розповсюдження не одержала. Промислова апробація в Україні здійснена в 50-60-х роках ХХ ст. на Кальміуській ЦЗФ (м. Макіївка).